# 540-ih pr. Kr.
1. tisućljeće pr. Kr.
◄ | 7. stoljeće pr. Kr. | 6. stoljeće pr. Kr. | 5. stoljeće pr. Kr.► | 
◄ | 570-ih pr. Kr. | 560-ih pr. Kr. | 550-ih pr. Kr. | 540-ih pr. Kr. | 530-ih pr. Kr. | 520-ih pr. Kr. | 510-ih pr. Kr. | ►
549. pr. Kr. | 548. pr. Kr. | 547. pr. Kr. | 546. pr. Kr. | 545. pr. Kr. | 544. pr. Kr. | 543. pr. Kr. | 542. pr. Kr. | 541. pr. Kr. | 540. pr. Kr.

## Glavni događaji
- 546. pr. Kr. — Kreza, kralja Lidije, pobijeđuje Kir Veliki kraj rijeke Halis.
- 546. pr. Kr. — Kir Veliki osvaja cijelu Lidiju, i Pasargad čini svojim glavnim gradom.
- 546. pr. Kr. — Kir Veliki uspostavlja garnizon u Sardisu i priključuje grčke jonske i maloazijske gradove u perzijsko carstvo.
- 544. pr. Kr. — Narod Teosa iseljava se u Abderu u Traciji da bi izbjegli perzijski jaram.
- 544. pr. Kr. — Zhou Jingwang postaje kralj kineske dinastije Chou.
- 543. pr. Kr. — Sjevernoindijski princ Vijaya osvaja Cejlon i osniva šrilankansku dinastiju.
- 543. pr. Kr. (procjena) — Pizistrat, atenski tiranin, pročišćava otok Delos.
- 543. pr. Kr. — Vođena kineskim državnikom Zi Chanom, država Zheng uvodi službeni zakonik.
- 540. pr. Kr. — Kir Veliki napada Babilon.
- 540. pr. Kr. (procjena) — U južnoj Italiji osnovan grčki grad Elea.
- 540. pr. Kr. (procjena) — Perzijanci osvajaju licijski grad Xanthos, danas u južnoj Turskoj.
- 540. pr. Kr. (procjena) — Amasis Slikar stvara Dioniza s Menadama, dekoraciju na amfori. Danas se čuva u Bibliotheque Nationale de France u Parizu.
- 540. pr. Kr. (procjena) — Eksekija stvara Samoubojstvo Ajanta, ilustraciju na amfori. Danas se čuva u Chateau-Musee, Boulogne-sur-Mer, Francuska.

## Istaknute ličnosti
- 549. pr. Kr. — Rođen Darije I. Veliki
- 547. pr. Kr. (tradicionalni datum) — Umire Krez
- 546. pr. Kr. (procjena) — Umire Anaksimandar
- 546. pr. Kr. (procjena) — Umire Tales
- 545. pr. Kr. — Umire Zhou Lingwang, vladar kineske dinastije Chou
- 545. pr. Kr. — Rođen Sun Cu
- 540. pr. Kr. (procjena) — Aminta III. postaje kralj Makedonije
- Amasis Slikar — grčki slikar
- Eksekija — grčki slikar